# Himna Avstralije
Advance Australia Fair je državna himna Avstralije. Napisal jo je na škotskem rojeni skladatelj Peter Dodds McCormick v Sydneyju leta 1878 in je bila leta 1974 sprejeta kot državna himna.

## Besedila
| Angleški izvirnik | Slovenski prevod |
| --- | --- |
| Australians all let us rejoice For we are one and free We've golden soil and wealth for toil, Our home is girt by sea: Our land abounds in nature's gifts Of beauty rich and rare, In history's page let every stage Advance Australia fair! In joyful strains then let us sing Advance Australia fair! Beneath our radiant Southern Cross, We'll toil with hearts and hands, To make this Commonwealth of ours Renowned of all the lands, For those who've come across the seas We've boundless plains to share, With courage let us all combine To advance Australia fair! In joyful strains then let us sing, Advance Australia fair! | Vsi Avstralci naj se veselimo Kajti smo eno in svobodni Imamo zlato prst in bogastvo za garanje Naš dom je obdan z morjem Naša zemlja je polna naravnih darov Bogate in redke lepote Na straneh zgodovine naj vsako fazo potisne Naprej, dobra Avstralija! V radostnih vrstah naj potem zapojemo Naprej, dobra Avstralija! Pod našim sijočim Južnim Križem Bomo garali s srci in rokami Da bo ta Skupnost naša Znana med vsemi deželami Za tiste, ki so prišli preko morij Imamo brezmejne planjave Naj se vsi združimo s pogumom Da dobro Avstralijo potisnemo naprej! V radostnih vrstah naj potem zapojemo Naprej, dobra Avstralija! |